# Белбин, Трейси
Трейси Ли Белбин (англ. Tracey Lee Belbin) — австралийская хоккеистка на траве, полевой игрок. Олимпийская чемпионка 1988 года, участница летних Олимпийских игр 1992 года, серебряный призёр чемпионата мира 1990 года.

## Биография
Трейси Белбин родилась 24 июня 1967 года в пригороде Тингальпа австралийского города Брисбен.
В 1993 году окончила Квинслендский университет в Брисбене, получив двойную специальность по психологии.
В составе женской сборной Австралии трижды выигрывала медали Трофея чемпионов: серебряные в 1987 году в Амстелвене и в 1989 году во Франкфурте-на-Майне, золотую в 1991 году в Берлине.
В 1988 году вошла в состав женской сборной Австралии по хоккею на траве на летних Олимпийских играх в Сеуле и завоевала золотую медаль. Играла в поле, провела 4 матча, мячей не забивала.
В 1990 году завоевала серебряную медаль чемпионата мира в Сиднее.
В 1992 году вошла в состав женской сборной Австралии по хоккею на траве на летних Олимпийских играх в Барселоне, занявшей 5-е место. Играла в поле, провела 5 матчей, мячей не забивала.
После завершения игровой карьеры стала тренером. Была ассистентом главного тренера женской сборной ЮАР. В январе 1999 года возглавила женскую сборную США, которую привела к серебряным медалям хоккейного турнира Панамериканских игр в Виннипеге. После чемпионата мира 2002 года в Перте, где американки заняли 9-е место, ушла в отставку.
Награждена медалью ордена Австралии.

## Увековечение
В 2009 году введена в Зал спортивной славы Квинсленда.